# Plan elektryczny
Plan elektryczny – schemat elektryczny grupy 4 którego zadaniem jest określanie położenia (lokalizacji) obiektów lub ich części składowych (również w terenie) lub przedstawienie usytuowania sieci instalacji elektrycznych (a w razie potrzeby także trasy połączeń elektrycznych linii, przewodów, kabli itd.).
Plany służą do opracowania dokumentów konstrukcyjnych i projektowych lub są wykorzystywane przy produkcji, montażu i eksploatacji (konserwacji) oraz w czasie napraw i po naprawie. 
Do schematów grupy 4 (planów elektrycznych) należą:
- Plany rozmieszczenia o oznaczeniu kodowym 401
- Plany instalacji o oznaczeniu kodowym 402
- Plany sieci lub Plany linii elektroenergetycznych o oznaczeniu kodowym 403.

Do planów (instalacji, sieci, linii) stosuje się zwykle symbole elektryczne uproszczone, przy czym do planów (schematów) instalacji wnętrzowych stosuje się symbole podane w normie PN-83/E-01221, a do planów linii i sieci - przede wszystkim w normach PN-78/E-01208 i PN-81/E-01220. W planach stosuje się również symbole obrysowe (kontur), zwane obrysami. Przedstawiają one figury będące obrysem obiektu lub jego elementu. Symbole tego rodzaju stosuje się najczęściej w schematach wykonawczych dp pokazania wzajemnego położenia obiektów elektrycznych lub ich elementów.